# Cuore Nero (personaggio)
(Blackheart in Ghost Rider)
Cuore Nero (Blackheart) è un personaggio dei fumetti creato da Ann Nocenti (testi) e John Romita Jr. (disegni), pubblicato dalla Marvel Comics.
È un supercriminale, acerrimo nemico di Ghost Rider (Johnny Blaze).

## Biografia del personaggio
È figlio del demonio Mefisto, creato da quest’ultimo utilizzando le energie infernali, ma trama sempre contro il padre per impossessarsi degli inferi. La prima volta arriva sulla terra in forma umana, ma viene scoperto da Devil e l'Uomo Ragno che lo sconfiggono. In seguito inizia una serie di lotte con Ghost Rider. In un paio di circostanze, Wolverine, il Punitore e Ghost Rider si alleano per sconfiggerlo. Successivamente, Ghost Rider uccide apparentemente Cuore Nero, che invece torna in azione in storie successive.

## Poteri e abilità
Come suo padre, Cuore Nero possiede poteri magici quasi illimitati, in grado di fargli aumentare forza, resistenza e velocità in modo sovrumano. Ha anche poteri telepatici e telecinetici, può levitare e teletrasportarsi ovunque. Riesce a cambiare la dimensione fisica e a guarire rapidamente da ogni ferita. Dalle mani scaglia energia oscura distruttiva. Egli è anche un mutaforma e può quindi confondersi tra gli esseri umani. Possiede, inoltre, un'elevata intelligenza. Si è dimostrato capace di poter strappare un intero pianeta in due e, se in difficoltà, può teletrasportare se stesso e il suo nemico in un'altra dimensione dove i suoi poteri magici e la sua forza fisica aumentano ulteriormente. A volte ha dimostrato anche l'abilità di poter alterare la realtà. Cuore Nero non avendo un’anima è immune allo "Sguardo di Penitenza" del Ghost Rider. Pare inoltre che emani un odore sgradevole: secondo l'Uomo Ragno, che per primo lo ha affrontato assieme a Devil, Cuore Nero puzza "come un qualcosa di marcio con addosso del profumo"

## Altri media

### Cinema
- Cuore Nero (nel doppiaggio in lingua italiana conserva il nome originale Blackheart) è l'antagonista principale del film Ghost Rider (insieme a suo padre Mefisto), in cui è interpretato da Wes Bentley. Qui, dopo essere scappato dall'Inferno, si mette alla ricerca del Contratto di San Venganza col fine ultimo di trasformarsi nel demonio Legione. Ad ostacolarlo ci sarà Johnny Blaze e per fronteggiarlo Cuore Nero recluterà altri demoni scappati dall'Inferno, i Nascosti. All'inizio ha l'aspetto di un giovane uomo attraente, ma dopo essersi trasformato in Legione assumerà una forma simile a quella presentata nei fumetti, con occhi rossi, pelle blu, denti affilati e piccole escrescenze simili a corna sulla fronte. Il personaggio è più forte di suo padre quando si trova sulla Terra, e non essendo mai stato scacciato dal Paradiso ma nato direttamente all'Inferno, può entrare in terra consacrata e stare alla luce; il potere che usa maggiormente è un tocco infernale che brucia le persone dall'interno e il fatto che non abbia un'anima essendo stato creato da Mefistofele all'inferno lo rende immune dallo "Sguardo di Penitenza" del Ghost Rider.

### Videogioco
- Cuore Nero è presente come personaggio utilizzabile dal giocatore nei videogiochi della serie crossover Marvel Super Heroes vs. Street Fighter e Marvel vs. Capcom 2: New Age of Heroes.
- Cuore Nero è inoltre uno dei boss da battere nel regno di Mefisto nel videogioco Marvel: La Grande Alleanza.
- Blackheart è apparso come boss finale nel videogioco Ghost Rider.
- Il personaggio è apparso anche come uno dei boss nel videogioco Marvel: Avengers Alliance.